# 同志社女子大学の人物一覧
同志社女子大学の人物一覧（どうししゃじょしだいがくのじんぶついちらん）は、同志社女子大学に関係する人物の一覧記事。

## 主な教職員
- 冷泉為人 （冷泉家当主）
- 影山貴彦 （メディア研究）
- 村瀬学 （児童文化研究）
- 朧谷寿 （歴史学研究 / 京都学研究）
- 大嶽秀夫 （政治学研究）
- 安森敏隆（近現代短歌研究）
- 吉海直人 (国文学者)
- 河江優 (ピアニスト)
- 牛渡克之（ユーフォニアム奏者）

## 出身者

### 政界
- 戸叶里子（女性初の衆議院議員）

### 研究者・学者
- 大橋広 (同志社女学校普通科に1896‐98年在学。植物学者・教育者、日本女子大学第５代学長、日本家政学会を設立・初代会長[1])
- 甲斐和里子(同志社女学校専門科文学科に1893‐96年在学。京都女子大学をはじめとする京都女子学園の創始者。女子教育者[2])
- 白波瀬佐和子（社会学者、国際連合事務次長補 兼国際連合大学上級副学長、元東京大学理事・副学長・教授[3])
- 田辺繁子 (1925年:同志社女学校専門学部英文科卒業。1928年:同志社大学法学部法律学科卒業。専修大学名誉教授、法学博士、弁護士[4])
- 井深八重（看護婦、日本カトリック看護協会初代会長[5]、教皇ヨハネ23世より、聖十字勲章「プロ・エクレジア・エト・ポンティフィチェ」を受章。国際赤十字より、フローレンス・ナイチンゲール記章を受章。同志社大学より名誉博士号を授与）。 明治学院2代目総理を務めた井深梶之助は伯父。ソニーの創業者である井深大は遠縁にあたる。
- 有賀のゆり (教育者、バッハ研究者、チェンバロ演奏者、京都市芸術功労賞を受賞。瑞宝中綬章を受章。同志社大学教授で初代神学部長および、京都大学名誉教授ならびに神戸女学院院長ならびに日本基督教学会理事長を務めた有賀鉄太郎の長女)
- 松田道 (明治期から昭和前期の女子教育者。同志社女学校英書科に1884-86年、高等科に1892-93年在学。津田梅子主唱「米国婦人奨学学資金」に応募し、第一号受給者に選ばれて1893－99年渡米。ブリンマー大学にて学位を取得)

### 経済
- 猪原有紀子（株式会社やまやま代表取締役社長）

### 芸術
- 坂根田鶴子（日本初の女性映画監督）
- 宮本妥子(パーカッション、マリンバ奏者)
- 山本恭子 (画家)
- 三浦啓子 (ガラスアーティスト[6])
- 夏目久子 (メゾソプラノ歌手)

### 文学
- 鳥越碧（作家）
- 坂井希久子（小説家）
- 野溝七生子 (小説家)

### 芸能
- 茶木みやこ（歌手）
- キムラ緑子（女優）
- 三瓶京子（放送タレント）
- 中納良恵（ミュージシャン・EGO-WRAPPIN'）
- 中西悠（声優）
- 生方ななえ（モデル）
- 柳川真菜（タレント）
- 鴨池彩乃（声優）
- 青山郁代 (ミュージカル女優)
- こばやしあきこ (NHK京都放送局キャスターを経て女優)
- 竹内沙帆 (歌手、元大相撲力士豊ノ島 第16代井筒親方 夫人)
- yu-yu (歌手)
- 朝見心(女優・モデル)
- 稲﨑エマ(歌手・作詞家)

### マスコミ
- 大八木文香（フリーアナウンサー、元四国放送）
- 岸本尚実（フリーアナウンサー）
- 佐々木紀代子（フリーアナウンサー、元フジテレビ）
- 重長智子（静岡放送アナウンサー）
- 寺田有美子（静岡エフエム放送アナウンサー）
- 中西美恵子（フリーアナウンサー、元テレビ信州、元名古屋テレビ）
- 花房果子（高知放送アナウンサー）
- 濱田亜弥（アナウンサー、元テレビ高知）
- 山原玲子（アナウンサー、元中国放送）
- 森夏子（DJ）
- 舘道直佳（気象予報士）
- 桂紗綾（朝日放送アナウンサー）
- 中島めぐみ（関西テレビアナウンサー）
- 清水麻椰（毎日放送アナウンサー）
- 吉年愛梨  (フリーアナウンサー)
- 吉村優  (フリーアナウンサー)
- 山西康子 (フリーアナウンサー)
- 毛利聡子 (フリーアナウンサー)
- 石田鮎美 (フリーアナウンサー)
- 川北円佳 (テレビ大阪アナウンサー)
- 瀧口麻衣 (日本テレビアナウンサー)

### その他
- 園部マキ(京都で最初の保育園を開設、社会事業功労者として1940年紫綬褒章を受章[7])
- 湯浅初子 (明治時代の社会事業家。湯浅治郎の妻。第10代・第12代同志社総長および国際基督教大学 初代学長 湯浅八郎の母。徳富蘇峰、徳富盧花の姉。同志社女学校に1877年-1879年在籍[8])
- 海老名みや (キリスト教会の婦人活動家。第８代同志社総長 海老名弾正の妻。第３代同志社総長 横井時雄の妹。同志社女学校に1877年-1879年在籍[9])。女子学院初代院長の矢嶋楫子は叔母（母の妹）。熊本女学校の創立に関わった竹崎順子は伯母（母の姉）にあたる。
- 井上オークス（競馬ライター）
- 野田一江（チアリーディングゴールデンベアーズ指導者、クラリネット奏者）

## 関係者
- 柳原前光（柳原家当主）
- 柳原愛子（大正天皇御生母）